# جورج الكسندر غيليسبي
جورج الكسندر غيليسبي هو سياسي كندي، ولد في 17 ديسمبر 1872 في تورونتو في كندا، وتوفي في 21 ديسمبر 1956 في أونتاريو في كندا. نشط حزبياً في الحزب الليبرالي في أونتاريو ‏. وقد انتخب عضو برلمان مقاطعة أونتاريو.